# Piragüismo en los Juegos Olímpicos de Londres 2012 – C-1 200 metros masculino
La prueba C-1 200 metros masculino de piragüismo en los Juegos Olímpicos de Londres 2012, se llevó a cabo entre el 10 al 11 de agosto, en Eton Dorney en Buckinghamshire.

## Horario
Todas las horas están en horario de verano (UTC+1)
| Fecha                         | Tiempo      | Ronda              |
| ----------------------------- | ----------- | ------------------ |
| Viernes, 10 de agosto de 2012 | 09:51 11:16 | Series Semifinales |
| Sábado, 11 de agosto de 2012  | 09:47       | Finales            |

## Resultados

### Series
Los seis mejor de cada Serie califican para las semifinales (Q).

#### Serie 1
| Rank | Canoísta            | País             | Tiempo | Notas |
| ---- | ------------------- | ---------------- | ------ | ----- |
| 1    | Mathieu Goubel      | Francia (FRA)    | 41.248 | Q, OB |
| 2    | Andrzej Jezierski   | Irlanda (IRL)    | 41.404 | Q     |
| 3    | Naoya Sakamoto      | Japón (JPN)      | 41.528 | Q     |
| 4    | Jason McCoombs      | Canadá (CAN)     | 41.742 | Q     |
| 5    | Ronilson Oliveira   | Brasil (BRA)     | 42.216 | Q     |
| 6    | Sebastian Marczak   | Australia (AUS)  | 42.845 | Q     |
| 7    | Valentin Demyanenko | Azerbaiyán (AZE) | 44.194 |       |

#### Serie 2
| Rank | Canoísta           | País              | Tiempo | Notas |
| ---- | ------------------ | ----------------- | ------ | ----- |
| 1    | Ivan Shtyl         | Rusia (RUS)       | 41.378 | Q     |
| 2    | Sebastian Brendel  | Alemania (GER)    | 41.511 | Q     |
| 3    | Richard Jefferies  | Reino Unido (GBR) | 42.516 | Q     |
| 4    | Everardo Cristóbal | México (MEX)      | 44.459 | Q     |
| 5    | Piotr Kuleta       | Polonia (POL)     | 44.645 | Q     |
| 6    | Nelson Henriques   | Angola (ANG)      | 55.268 | Q     |

#### Serie 3
| Rank | Canoísta                 | País                          | Tiempo | Notas |
| ---- | ------------------------ | ----------------------------- | ------ | ----- |
| 1    | Alfonso Benavides        | España (ESP)                  | 40.993 | Q, OB |
| 2    | Dzianis Harazha          | Bielorrusia (BLR)             | 41.290 | Q     |
| 3    | Li Qiang                 | República Popular China (CHN) | 42.004 | Q     |
| 4    | Vadim Menkov             | Uzbekistán (UZB)              | 42.171 | Q     |
| 5    | Ľubomír Hagara           | Eslovaquia (SVK)              | 43.507 | Q     |
| 6    | Rudolph Berking-Williams | Samoa (SAM)                   | 51.483 | Q     |

#### Serie 4
| Rank | Rowers            | País             | Tiempo | Notas |
| ---- | ----------------- | ---------------- | ------ | ----- |
| 1    | Yuriy Cheban      | Ucrania (UKR)    | 41.036 | Q     |
| 2    | Jevgenij Shuklin  | Lituania (LTU)   | 41.288 | Q     |
| 3    | Alexandr Dyadchuk | Kazajistán (KAZ) | 43.204 | Q     |
| 4    | Khaled Houcine    | Túnez (TUN)      | 44.395 | Q     |
| 5    | Attila Vajda      | Hungría (HUN)    | 44.761 | Q     |
| 6    | Ndiatte Gueye     | Senegal (SEN)    | 51.708 | Q     |

### Semifinales
Los dos palistas más rápidos en cada semifinal califican para la final 'A', junto a los dos botes más rápidos en los terceros puestos. El último bote en llegar en el tercer puesto, junto con el cuarto y quinto y el sexto mAs rápido califican para la final 'B'.

#### Semifinal 1
| Rank | Canoísta          | País                          | Tiempo | Notas |
| ---- | ----------------- | ----------------------------- | ------ | ----- |
| 1    | Jevgenij Shuklin  | Lituania (LTU)                | 41.483 | Q     |
| 2    | Mathieu Goubel    | Francia (FRA)                 | 41.938 | Q     |
| 3    | Li Qiang          | República Popular China (CHN) | 42.149 |       |
| 4    | Sebastian Brendel | Alemania (GER)                | 42.161 |       |
| 5    | Ronilson Oliveira | Brasil (BRA)                  | 42.560 |       |
| 6    | Vadim Menkov      | Uzbekistán (UZB)              | 42.944 |       |
| 7    | Piotr Kuleta      | Polonia (POL)                 | 45.348 |       |
| 8    | Ndiatte Gueye     | Senegal (SEN)                 | 50.798 |       |

#### Semifinal 2
| Rank | Canoísta          | País             | Tiempo | Notas |
| ---- | ----------------- | ---------------- | ------ | ----- |
| 1    | Ivan Shtyl        | Rusia (RUS)      | 40.346 | Q, OB |
| 2    | Alfonso Benavides | España (ESP)     | 40.619 | Q     |
| 3    | Ľubomír Hagara    | Eslovaquia (SVK) | 41.472 | q     |
| 4    | Andrzej Jezierski | Irlanda (IRL)    | 42.012 |       |
| 5    | Alexandr Dyadchuk | Kazajistán (KAZ) | 42.359 |       |
| 6    | Sebastian Marczak | Australia (AUS)  | 43.441 |       |
| 7    | Khaled Houcine    | Túnez (TUN)      | 44.373 |       |
| 8    | Nelson Henriques  | Angola (ANG)     | 50.876 |       |

#### Semifinal 3
| Rank | Canoísta                 | País              | Tiempo | Notas |
| ---- | ------------------------ | ----------------- | ------ | ----- |
| 1    | Yuriy Cheban             | Ucrania (UKR)     | 40.647 | Q     |
| 2    | Dzianis Harazha          | Bielorrusia (BLR) | 41.427 | Q     |
| 3    | Naoya Sakamoto           | Japón (JPN)       | 41.771 | q     |
| 4    | Jason McCoombs           | Canadá (CAN)      | 42.255 |       |
| 5    | Attila Vajda             | Hungría (HUN)     | 42.970 |       |
| 6    | Richard Jefferies        | Reino Unido (GBR) | 43.213 |       |
| 7    | Everardo Cristóbal       | México (MEX)      | 44.571 |       |
| 8    | Rudolph Berking-Williams | Samoa (SAM)       | 54.471 |       |

### Finales

#### Final B
| Rank | Canoísta          | País                          | Tiempo | Notas |
| ---- | ----------------- | ----------------------------- | ------ | ----- |
| 1    | Andrzej Jezierski | Irlanda (IRL)                 | 44.041 |       |
| 2    | Vadim Menkov      | Uzbekistán (UZB)              | 44.168 |       |
| 3    | Attila Vajda      | Hungría (HUN)                 | 44.466 |       |
| 4    | Ronilson Oliveira | Brasil (BRA)                  | 44.586 |       |
| 5    | Jason McCoombs    | Canadá (CAN)                  | 44.973 |       |
| 6    | Alexandr Dyadchuk | Kazajistán (KAZ)              | 45.283 |       |
| 7    | Sebastian Brendel | Alemania (GER)                | 45.852 |       |
| 8    | Li Qiang          | República Popular China (CHN) | 47.295 |       |

#### Final A
| Rank              | Canoísta          | País              | Tiempo | Notas |
| ----------------- | ----------------- | ----------------- | ------ | ----- |
| Medalla de oro    | Yuriy Cheban      | Ucrania (UKR)     | 42.291 |       |
| Medalla de plata  | Jevgenij Shuklin  | Lituania (LTU)    | 42.792 |       |
| Medalla de bronce | Ivan Shtyl        | Rusia (RUS)       | 42.853 |       |
| 4                 | Alfonso Benavides | España (ESP)      | 43.038 |       |
| 5                 | Dzianis Harazha   | Bielorrusia (BLR) | 43.545 |       |
| 6                 | Ľubomír Hagara    | Eslovaquia (SVK)  | 43.977 |       |
| 7                 | Mathieu Goubel    | Francia (FRA)     | 44.045 |       |
| 8                 | Naoya Sakamoto    | Japón (JPN)       | 44.699 |       |